# Widawa (gmina)
Widawa (do 1930 gmina Dąbrowa Widawska) – gmina wiejska w województwie łódzkim, w powiecie łaskim. W latach 1975–1998 gmina położona była w województwie sieradzkim.
Siedziba gminy to Widawa.
Według danych z roku 2020 gminę zamieszkiwało 7272 mieszkańców.
- 2007 r. – 7875 mieszkańców[2],
- 2014 r. – 7556 mieszkańców,
- 2015 r. – 7502 mieszkańców,
- 2016 r. – 7474 mieszkańców.

## Struktura powierzchni
Gmina Widawa ma obszar 178,4 km², w tym:
- użytki rolne: 71%
- użytki leśne: 24%[3]

Gmina stanowi 28,9% powierzchni powiatu łaskiego.

## Rezerwaty i ochrona przyrody
Na terenie gminy znajduje się rezerwat przyrody Winnica chroniący murawy i zarośla kserotermiczne i wapieniolubne z rzadkimi gatunkami roślin. Żyją tu m.in. drozdy, makolągwy, słowiki. Oprócz tego istnieje rezerwat przyrody "Korzeń", Park Krojobrazowy Międzyrzecza Warty i Widawki, obszar chronionego krajobrazu doliny Widawki, obszar Natura 2000 "Grabia", pomnik przyrody dąb szypułkowy w zabytkowym parku w Ligocie.

## Demografia

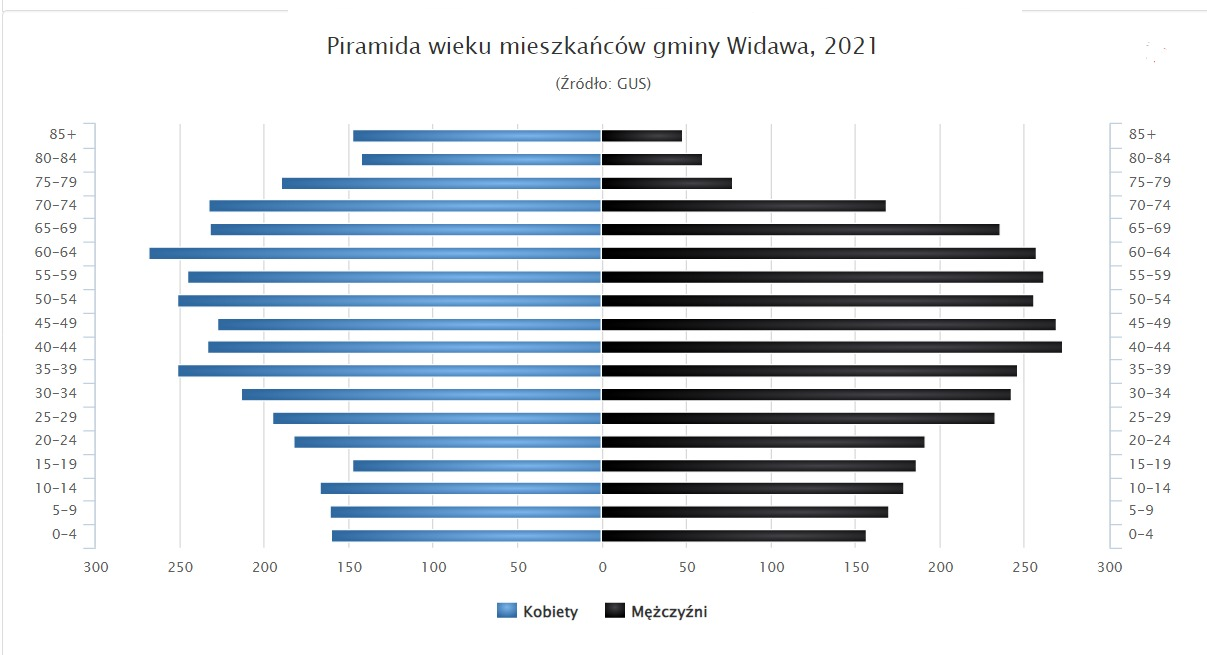
Piramida wieku mieszkańców gminy Widawa

Dane o ludności z 31 marca 2021:
| Opis                                | Ogółem | Ogółem | Kobiety | Kobiety | Mężczyźni | Mężczyźni |
| ----------------------------------- | ------ | ------ | ------- | ------- | --------- | --------- |
| Jednostka                           | osób   | %      | osób    | %       | osób      | %         |
| Populacja                           | 7069   | 100    | 3601    | 50,94   | 3468      | 49,06     |
| Wiek przedprodukcyjny (0–17 lat)    | 1164   | 16,47  | 557     | 7,88    | 607       | 8,59      |
| Wiek produkcyjny (18–65 lat)        | 4137   | 58,52  | 1857    | 26,27   | 2280      | 32,25     |
| Wiek poprodukcyjny (powyżej 65 lat) | 1768   | 25,01  | 1187    | 16,79   | 581       | 8,22      |

## Sołectwa
Brzyków, Chociw, Chrusty, Chrząstawa, Dąbrowa Widawska, Dębina, Goryń, Grabówie, Górki Grabińskie, Izydorów, Józefów, Józefów Widawski, Kąty, Klęcz, Kocina, Korzeń, Kolonia Zawady, Las Zawadzki, Ligota, Łazów, Ochle, Osieczno, Patoki, Podgórze, Restarzew Cmentarny, Restarzew Środkowy, Rogóźno, Ruda, Sarnów, Sewerynów, Siemiechów, Świerczów, Widawa, Wielka Wieś A, Wielka Wieś B, Wincentów, Witoldów, Wola Kleszczowa, Zabłocie, Zawady, Zborów.

## Pozostałe miejscowości
Babina, Lucjanów, Ochle-Kolonia, Przyborów, Raczynów, Wrzosy.

## Sąsiednie gminy
Burzenin, Konopnica, Rusiec, Sędziejowice, Szczerców, Zapolice, Zelów

## Znani mieszkańcy
Z terenem gminy Widawa związana jest pisarka Janina Porazińska, która miała swój dworek we wsi Chrusty.